# Bellegarde, Tarn
Bellegarde là một xã thuộc tỉnh Tarn, trong vùng Occitanie of miền nam nước Pháp. Xã này nằm ở khu vực có độ cao trung bình 344 mét trên mực nước biển.